# Taninges

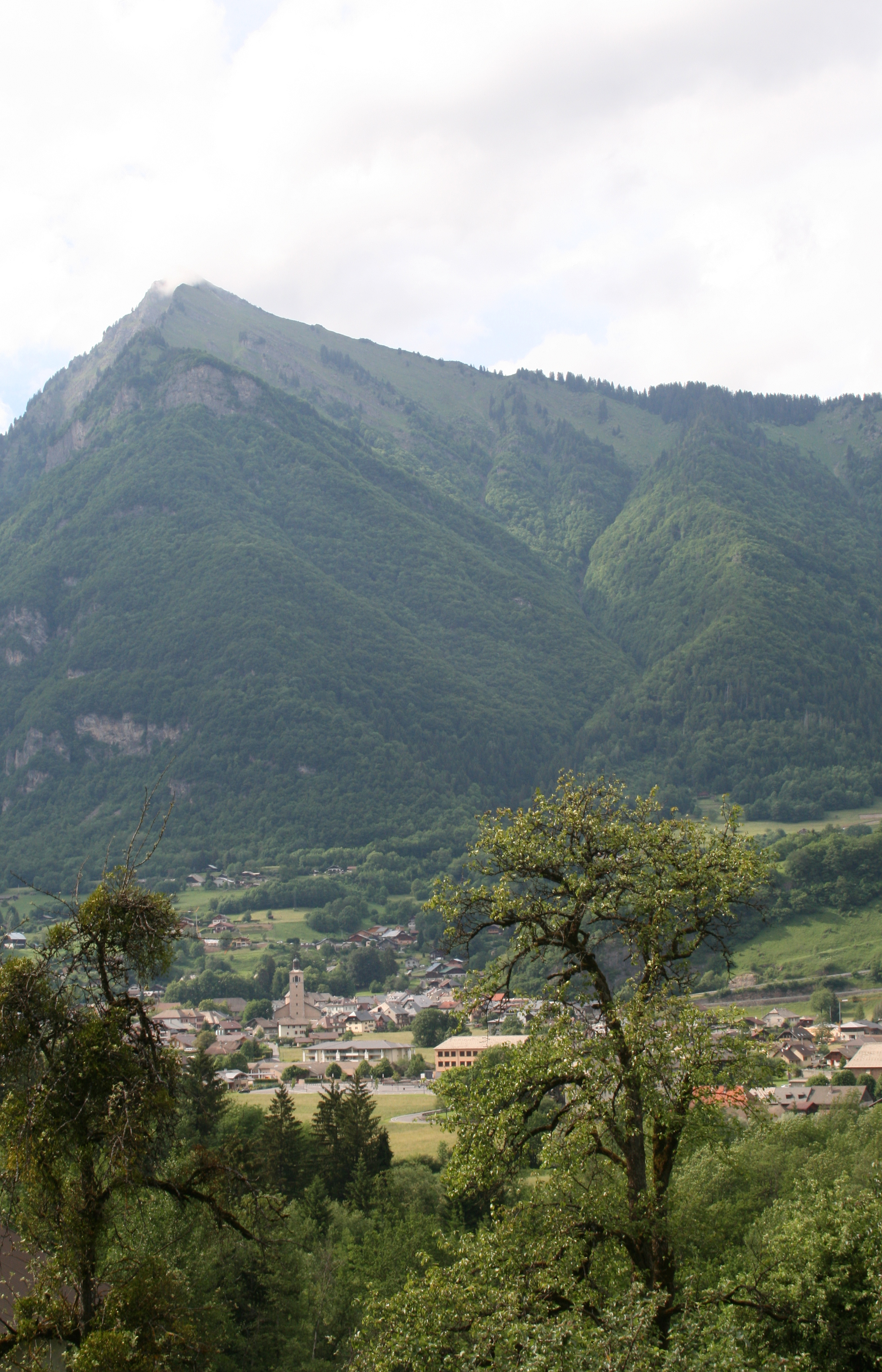

Taninges är en kommun i departementet Haute-Savoie i regionen Auvergne-Rhône-Alpes i sydöstra Frankrike. Kommunen ligger i kantonen Taninges som tillhör arrondissementet Bonneville. År 2022 hade Taninges 3 501 invånare.

## Befolkningsutveckling
Antalet invånare i kommunen Taninges
| Referens: INSEE |